# Secrétariat national du travail
Le Secrétariat national du travail (Nationaal Arbeids-Secretariaat, NAS) était une organisation syndicale néerlandaise, créée en 1893 et dissoute par les nazis en 1940.
Elle fut fortement influencée par le syndicalisme révolutionnaire porté par la CGT française avant 1914.

## Histoire

### Premières années (1893-1896)
À partir de la fin des années 1880, se développe l’idée selon laquelle les syndicats ne devraient plus être de simples branches de la Ligue sociale-démocrate (Sociaal-Democratische Bond, SDB) et devraient au contraire se regrouper au sein d’une organisation spécifique.[à vérifier]
Cette réflexion finit par aboutir en 1893 à la création du Secrétariat national du travail (Nationaal Arbeids-Secretariaat, NAS). À ces débuts, le NAS est une organisation centrale englobant en son sein de nombreuses organisations ouvrières, des syndicats ainsi que des partis politique comme la SDB ou le Parti social-démocrate des ouvriers (Sociaal Democratische Arbeiders Partij, SDAP). S’il se déclare politiquement neutre, il est de fait fortement dominé par le SDB.
En 1894 le conflit entre anarchistes et réformistes au sein de la SDB avait abouti au départ des réformistes qui créèrent le SDAP. Au congrès d'avril 1895, le SDAP décide de rejoindre le NAS.
Cette scission au sein de la SDB va permettre au NAS de commencer à s’émanciper de sa tutelle politique. Si, dans un premier temps donc, la SDB et le SDAP restent membres du NAS, les relations vont se détériorer rapidement, notamment en raison des conclusions de la Deuxième Internationale. À la suite de ce congrès, la NAS expulse la SDB et SDAP en 1896. À partir de cette date le NAS devient donc une organisation regroupant exclusivement des syndicats.

### Adoption d’une ligne syndicaliste-révolutionnaire (1896-1914)

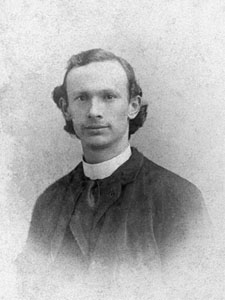
Christiaan Cornelissen

En 1896, le NAS fédère 13 organisations syndicales à caractère national et 16 syndicats à caractère local. Tous les syndicats de l’organisation disposaient d'une voix, quelle que soit leur taille, mais les contributions financières dépendaient de leur nombre d’adhérents. Cette situation déplaît fortement aux gros syndicats, qui se sentent lésés, et certains quittent le NAS, ce qui entrave son développement.
Ainsi en 1903, la NAS fait le constat qu’elle est parvenue à augmenter significativement le nombre de petits syndicats fédérés en son sein (61 syndicats locaux contre 16 en 1896) mais qu’elle stagne concernant les grandes organisations (15 syndicats nationaux contre 13 en 1896).
À cette époque, le NAS, influencé par les anarchistes, décide de soutenir par principe toutes les grèves, qu’elles soient le fait de syndicats membres, de syndicats non-affiliés ou même d’individus. L’organisation considère en effet toutes les grèves comme autant d’expérience d'apprentissage pour la classe ouvrière.
En 1906 est créée l'Alliance néerlandaise des syndicats (Nederlands Verbond van Vakverenigingen, NVV). Plus modérée que le NAS, et rassemblant plus d’adhérents dès sa création, la NVV est liée au SDAP.
Le NAS va alors progressivement évoluer vers une ligne fortement inspirée par le syndicalisme révolutionnaire de la CGT française de l’époque. Cette évolution est tant le fait de la concurrence avec la NVV que de l’influence déterminante de Christiaan Cornelissen. Figure importante du NAS qu’il contribué à fonder en 1893, Christiaan Cornelissen avait rencontré Fernand Pelloutier et fréquenté les milieux syndicalistes révolutionnaires français après son départ pour Paris, où il contribua notamment aux journaux La voix du peuple et La Bataille syndicaliste,.
Avec l’arrivée de Harm Kolthek Jr. au poste de secrétaire national en 1907, le NAS parvient à renforcer son organisation interne et à élargir sa base.
La coopération avec le Parti Social Démocrate (Sociaal-Democratische Partij ou SDP, créé en 1909, résultat d’une scission de l’aile gauche du SDAP), lors d’une grève des travailleurs des transports en 1911 et lors des protestations contre la hausse des prix en 1912, amène cependant de nombreux anarchistes à quitter le NAS. Willem van Ravesteyn analyse a posteriori cette relation entre les deux organisations dans sa monographie sur le communisme en ces termes : « Le NAS était le corps et le SDP la tête ».

### De la Première Guerre mondiale à la dissolution (1914-1940)
Comme d’autres organisations syndicales en Europe, le NAS va connaître un essor du fait de la Première Guerre mondiale.
Si les Pays-Bas sont neutres dans le conflit, le pays est malgré tout frappé par les pénuries alimentaires et l’agitation révolutionnaire qui secoue l’Europe à partir de 1917 marque les néerlandais. Une vague de grève massive balaye le pays et renforce le NAS qui passe de 10 500 membres en 1916 à 51 000 en 1920, ce qui coïncide aussi à une période où le NAS est plus réformiste.
Au sortir de la guerre, les membres du NAS exercent une forte influence sur le Parti socialiste (Socialistische Partij) et sur le Parti communiste des Pays-Bas (Communistische Partij Nederland, nouveau nom du SDP à partir de 1918).
L’adhésion du NAS au Profintern (Internationale syndicale rouge, pro-soviétique) entraîne en une scission en 1923 : 8 000 adhérents quittent le NAS pour former la Confédération syndicaliste néerlandaise (Nederlandsch Syndicalistisch Vakverbond, NSV) qui adhèrera à l’Association Internationale des Travailleurs (anarcho-syndicaliste).
Le NAS voit ses effectifs chuter : ceux-ci passent de 51 000 membres en 1920, à 31 000 membres en 1922 et 13 000 en 1924. L’organisation conserve ses bastions les plus solides dans les transports, la construction et chez les employés municipaux d’Amsterdam.
En 1927 le NAS rompt ses liens avec le Parti Communiste des Pays-Bas et plusieurs de ses membres contribuent à fonder l’année suivante le Parti socialiste révolutionnaire (Revolutionair Socialistische Partij, RSP), un parti communiste anti-stalinien proche des idées de Trotski,.
Après la mutinerie du De Zeven Provinciën en 1933, que le RSP avait soutenu et dont le NAS est solidaire, les autorités néerlandaises durcissent la répression contre le mouvement social. Les employés municipaux et les fonctionnaires peuvent désormais être licenciés pour leur appartenance au mouvement révolutionnaire. Cette disposition contribue à affaiblir le NAS qui était jusque-là bien implanté chez les employés municipaux d’Amsterdam.
En déclin, le NAS continue son existence jusqu’en 1940, année où l’occupant allemand prononce sa dissolution. Quelques militants poursuivent leur activité dans la clandestinité mais l’organisation n’est pas refondée à la fin de la guerre.

## Annexe